# Pass Thurn Straße
Die Pass Thurn Straße, in Tirol Pass-Thurn-Straße geschrieben  (B 161), ist eine Landesstraße in Österreich. Sie verbindet auf einer Länge von 35,5 Kilometern das Tal der Salzach im Pinzgau mit dem Leukental. Benannt ist die Straße nach dem 1274 m hohen Pass Thurn, auf dem sie an der Grenze zwischen den Bundesländern Salzburg und Tirol die Kitzbüheler Alpen überquert. Größere Orte sind Mittersill an der Salzach sowie Kitzbühel und St. Johann in Tirol im Leukental.

## Geschichte
Der Pass Thurn ist als Passübergang seit spätestens der Bronzezeit belegt (Bergbau). Urkundlich erwähnt ist der Thurntauern 1292, von den Salzburger Erzbischöfen – seinerzeit gehörte die heute Tiroler Seite ebenfalls zum Erzstift – wurde er in das Netz der Tauernpässe eingebunden (Tauernhaus und tirolerseits der Spitalerhof bei Jochberg).
Die Paßthurner Reichsstraße (Piesendorf–Pass Thurn, wie auch der Anschluss Pinzgauer Reichsstraße Piesendorf–Taxenbach Richtung Pongau) wurde 1836–1840 als Reichsstraßen auf Kosten des österreichischen Staates ausgebaut, damit die strategisch wichtige Straßenverbindung zwischen Salzburg und Tirol auch im Falle eines bayerischen Angriffs erhalten blieb. Nach dem Bau der Giselabahn verlor diese Straße ihre überregionale Bedeutung. 1893 existierten auf dieser Straße zwei Mautstationen in Stuhlfelden und am Pass Thurn, an denen jeweils vier Kreuzer pro Zugtier entrichtet werden mussten.

Der Anstieg ab Mittersill (Alte Pass-Thurn-Straße) verlief nicht, wie heute, spektakulär am Talhang, sondern an Burg/Feste Mittersill vorbei über Weißenstein – Mayrhofen (heute die Route des Weitwanderwegs Zentralalpenweg 02A/Arnoweg).
Die Paß-Thurn-Straße gehört zu den ehemaligen Reichsstraßen, die 1921 als Bundesstraßen übernommen wurden. Bis 1938 wurde die Paß-Thurn-Straße als B 54 bezeichnet, nach dem Anschluss Österreichs wurde die Paß-Thurn-Straße bis 1945 als Reichsstraße 330 bezeichnet.
Zwischen 1948 und 1972 wurde ausschließlich der Tiroler Streckenabschnitt zwischen St. Johann und dem namensgebenden Pass als Pass Thurn Straße bezeichnet, während der Salzburger Streckenabschnitt als Salzachtal Straße bezeichnet wurde. Beide Streckenabschnitte trugen von 1949 bis 1972 die Nummer B 159. Seit 1973 wird die Strecke zwischen Mittersill und Kitzbühel wieder durchgehend als Pass Thurn Straße (B 161) bezeichnet.
Mit dem Bau des Felbertauerntunnel 1967 wurde der Pass Thurn wieder bedeutend, als einzige innerösterreichische Verbindung Nordtirols mit seiner Exklave Osttirol. Seit dem EU-Beitritt Österreichs und insbesondere dem Schengen-Abkommen 1995 hat dieser Aspekt aber weitgehend seine Bedeutung verloren. Für den Fernverkehr ist heute die Route St. Johann in Tirol – Saalfelden (B 164) wesentlich bedeutender, die Pass Thurn Straße ist nur mehr für den regionalen Verkehr wichtig, und besonders als touristische Panoramastraße bekannt.